# Tình yêu xế hộp
Tình yêu xế hộp (tựa gốc tiếng Trung: 運轉手之戀, Vận chuyển thủ chi luyến, tựa tiếng Anh:The Cabbie) là một bộ phim Đài Loan công chiếu năm 2000 của đạo diễn Trần Dĩ Văn và Trương Hoa Khôn. Bộ phim được đánh giá cao, giành được giải Kim Mã lần thứ 37 cho giải Nam diễn viên phụ xuất sắc nhất và giải thưởng của Ban giám khảo.  Tại Liên hoan phim châu Á Deauville lần thứ 3, phim được trao giải Hoa sen cho giải Đạo diễn xuất sắc nhất. Phim cũng được chọn đại diện cho Đài Loan tham gia Giải Oscar lần thứ 74 cho Giải Oscar cho phim ngoại ngữ hay nhất, nhưng không được chấp nhận đề cử.

## Tóm tắt nội dung
Bộ phim kể về cuộc sống của anh chàng lái xe taxi Tô Đại Toàn (Khuất Trung Hằng). Cuộc đời của nhân vật nam chính không có gì quá đặc biệt, dù đã nhiều tuổi, anh chàng vẫn không quan tâm đến việc lập gia đình. Một ngày nọ, anh vô tình vi phạm luật giao thông và may mắn gặp được cô cảnh sát xinh đẹp Trang Tịnh Văn (Miyazawa Rie). Từ đây, tình yêu đã khiến cuộc đời của anh chàng họ Tô toàn màu hồng và câu chuyện hài hước khi anh chàng làm đủ mọi chiêu trò chết cười để thu hút sự chú ý của người đẹp cảnh sát, vốn chẳng ưa gì giới taxi cũng như anh chàng bắng nhắng họ Tô.

## Diễn viên
- Miyazawa Rie - Trang Tịnh Văn
- Khuất Trung Hằng - Tô Đại Toàn
- Thái Bảo - Tô Chu (cha Tô Đại Toàn)
- Trình Tú Anh - Du Hy Tử (mẹ Tô Đại Toàn)
- Sái Xác Đắc - Tiểu muội (em gái Tô Đại Toàn)

## Ngoài lề
- Thuật ngữ "Vận chuyển thủ" (運轉手) trong tựa phim, được phát âm là "yun-chón-sú" trong tiếng Phúc Kiến Đài Loan hoặc tiếng Khách Gia Đài Loan và "untenshu" (うんてんしゅ) trong tiếng Nhật, có nghĩa là "tài xế".
- Miyazawa Rie nhận lời vào vai nữ chính vì cô vô cùng ấn tượng với bộ phim "Mứt" (果醬) trước đó của đạo diễn Trần Dĩ Văn.[3]
- Ban đầu Miyazawa Rie dự định sẽ học tiếng Trung với hy vọng có thể thoại trực tiếp trong phim. Tuy nhiên sau đó, đạo diễn quyết định sẽ áp dụng phương pháp lồng tiếng và để cô tập trung tìm hiểu tâm lý của vai diễn.[4]
- Tạo hình của nhân vật nữ chính được biên kịch dựa trên hình tượng của Thiên Tâm (天心), một nữ diễn viên nổi tiếng khác của Đài Loan.[5]
- Biên kịch Tô Chiếu Bân từng điều hành một hãng xe hơi gia đình và tự lái taxi. Ông viết kịch bản dựa trên những kinh nghiệm này.
- Các nhân viên đoàn phim cũng tham gia đóng các vai nhỏ trong phim, chẳng hạn như các tài xế taxi. Ngoài ra, một số hành khách ở đầu phim là do gia đình và bạn bè của các thành viên đoàn phim đóng.[6]
- Đạo diễn Trần Dĩ Văn đã tuyên bố có nhiều lý do để chọn Miyazawa Rie vào vai nữ chính. Ông cho rằng lý do thứ nhất là kỹ năng diễn xuất tốt của cô; thứ hai là phù hợp với tuyên bố của nhân vật nam chính Tô Đại Toàn trong phim là "yêu ngay từ cái nhìn đầu tiên"; và thứ ba là năm đó ở Đài Loan không có nữ diễn viên nào phù hợp với điều kiện, và vì ở Đài Loan không có ngôi sao, ai diễn cũng vậy thôi.[7]
- Nam diễn viên Thái Bảo với là người Hongkong, nhưng ông đã đến học ở Đài Loan khi còn trẻ. Ông có mối quan hệ khá thân thiết với đạo diễn Trần Dĩ Văn. Hai người từng hợp tác với nhau trong một thời gian dài, thông thạo cả phương ngữ Đài Loan và Bắc Kinh.[8]
- Những cái đầu trong phim được sản xuất tại Nhật Bản bởi nhà sản xuất kiêm đạo diễn Trương Hoa Khôn. Chúng có liên quan đến gương mặt của một đạo diễn Nhật Bản.[9]
- Đạo diễn đã sửa đổi kịch bản gốc ở một mức độ nhất định. Ở phần kết, nam chính Tô Đại Toàn đã chết, linh hồn trở về nhà và nhìn thấy mọi thứ vẫn như cũ. Tuy nhiên, đạo diễn thay đổi nó lại thành một kết thúc mở.[10]